# Cavalcade (film)
Cavalcade is een Amerikaanse dramafilm uit 1933 onder regie van Frank Lloyd. Het scenario is gebaseerd op het gelijknamige toneelstuk uit 1931 van de Britse toneelschrijver Noël Coward. Destijds werd de film in Nederland uitgebracht onder de titel Het epos eener generatie.

## Verhaal
De film volgt het leven van de in Londen woonachtige Jane en Robert Marryot, van nieuwjaarsavond 1899 tot 1933. Het verhaal wordt verteld aan de hand van een reeks historische gebeurtenissen, zoals de Tweede Boerenoorlog, de dood van Koningin Victoria, het zinken van de Titanic en de Eerste Wereldoorlog.

## Rolverdeling
| Acteur           | Personage       |
| ---------------- | --------------- |
| Diana Wynyard    | Jane Marryot    |
| Clive Brook      | Robert Marryot  |
| Una O'Connor     | Ellen Bridges   |
| Herbert Mundin   | Alfred Bridges  |
| Beryl Mercer     | Kokkin          |
| Irene Browne     | Margaret Harris |
| Tempe Pigott     | Mevrouw Snapper |
| Merle Tottenham  | Annie           |
| Frank Lawton     | Joe Marryot     |
| Ursula Jeans     | Edith Harris    |
| Margaret Lindsay | Edward Marryot  |
| John Warburton   | George Grainger |
| Billy Bevan      | Ronnie James    |
| Desmond Roberts  | Marie           |
| Dickie Henderson | Edward          |
| Douglas Scott    | Joey            |
| Sheila MacGill   | Edith           |
| Bonita Granville | Fanny           |

## Prijzen en nominaties
| Jaar | Prijs  | Categorie                  | Genomineerde(n)    | Uitslag     |
| ---- | ------ | -------------------------- | ------------------ | ----------- |
| 1934 | Oscars | Beste film                 | Fox Film           | Gewonnen    |
| 1934 | Oscars | Beste regie                | Frank Lloyd        | Gewonnen    |
| 1934 | Oscars | Beste vrouwelijke hoofdrol | Diana Wynyard      | Genomineerd |
| 1934 | Oscars | Beste productieontwerp     | William S. Darling | Gewonnen    |